# Случай Чарльза Декстера Варда
«Случай Чарльза Декстера Варда», также переводится как «Жизнь Чарльза Декстера Варда», «Дело Чарльза Декстера Варда», «История Чарльза Декстера Варда» или «Тайна Чарльза Декстера Уорда» (англ. The Case of Charles Dexter Ward) — роман американского писателя Говарда Филлипса Лавкрафта, написанный в начале 1927 года. Впервые опубликован (в сокращенной форме) в выпусках журнала «Weird Tales» за май и июль 1941 года, после смерти автора. Первая полная публикация вошла в сборник «За стеной сна» (1943) издательства «Arkham House». 
Роман относится к циклу «Мифы Ктулху», это самое большое по объёму произведение Лавкрафта (51 500 слов), не считая написанной им в соавторстве с Августом Дерлетом повести «Таящийся у порога». События происходят в 1928 году в Провиденс, штат Род-Айленд, родном городе Лавкрафта. Главный герой Декстер Вард становится одержимым своим дальним предком, Джозефом Карвеном, который является колдуном с ужасными способностями. Вард оказывается внешне похожим на Карвена и пытается дублировать каббалистические и алхимические умения своего предка. В конце концов он использует эти знания, чтобы физически воскресить Карвена. 

## Сюжет
Действие романа начинается и заканчивается в 1928 году, в американском городе Провиденс, штат Род-Айленд, в психиатрической лечебнице, в день и час таинственного исчезновения одного из пациентов, молодого человека по имени Чарльз Декстер Вард, который был помещён туда родителями за многочисленные физиологические и психические нарушения, неизвестные тогдашней науке. Чарльз имел необычную форму амнезии, он вдруг стал слабо ориентироваться в современной жизни, зато прекрасно разбирался в прошлом. Врачи отмечали, что за время болезни его тело изменилось: исчезли узнаваемые родинки, на груди появилось тёмное родимое пятно, в сердечной деятельности появилась аритмия, обмен веществ замедлился, а ткани тела приобрели рыхлость. 
Основная часть истории касается расследования, которое ведет семейный врач семьи Вард, — Маринус Бикнелл Виллет. Чарльз с детства интересовался стариной, а в особенности историей родного города. Занимаясь генеалогическими исследованиями, он нашёл среди своих предков некоего Джозефа Карвена, известного дурной репутацией. Виллет узнает, что последние несколько лет Чарльз стал буквально одержим им. Доктор медленно начинает раскрывать правду, стоящую за легендами, окружающими Карвена, жившего в XVIII веке судоходного предпринимателя и предполагаемого алхимика, некроманта, и массового убийцы. Карвен бежал в Провиденс из Салема вследствие подозрений в занятиях колдовством. На новом месте он продолжил свои магические опыты. 
Долгое время горожане боялись Карвена, поскольку он совсем не старел, а в сто лет выглядел не старше тридцати пяти. На его загородную ферму, вблизи деревни Потаксет, где располагалась лаборатория, зачем-то постоянно поставляли крупные партии еды, одежды и загадочные длинные ящики, а работавшие там рабы бесследно исчезали, а это породило много слухов. Карвен активно занимался благотворительностью и чтобы развеять страхи горожан, женился на Элайзе Тиллингест, девушке из знатной семьи, а вскоре у них родилась дочь. Эзра Виден — молодой корабельный штурман, чья помолвка с Элайзой была разорвана из-за Карвена, решил отомстить ему и стал собирать о нём информацию. Он наблюдал за фермой Карвена и слышал оттуда крики, и вой. Эзра выяснил, что Джозеф частенько кого-то там допрашивал. Как-то, после наводнения, на землях Карвена размыло берег реки, откуда вода вымыла многочисленные человеческие кости. Однажды зимой, на поле нашли тело мёртвого человека, в котором местные узнали кузнеца, умершего пятьдесят лет назад. Виллет выяснил, что Эзра узнал нечто важное о деятельности Карвена и рассказал об этом жителям города. Горожане стали перехватывать почту Карвена, поскольку он переписывался с двумя другими колдунами, как и он сам, Эдвардом Хатчинсоном и Саймоном Орном из Салема. В конце концов, в одну из ночей апреля 1771 года горожане устроили налёт на ферму Карвена. Во время рейда соседи слышали стрельбу, взрывы, крики и слова заклинаний. Нападавшие убили Карвена и скрывающееся в доме гигантское невидимое чудовище. После прозвучал жуткий голос с неба и по округе разнеслось жуткое зловоние. Участники нападения потеряли восемь человек и поклялись хранить в тайне увиденное в ту ночь, а позже скрывали место захоронения Карвена. 
Всё это время доктор Виллет пытается разузнать, чем действительно занимается Чарльз. Разузнав о своём печально известном предке, Вард посещает деревянный коттедж Карвена и находит там его дневник, и портрет. Карвен оказался внешне точной копией Чарльза. После этого характер Чарльза сильно меняется, он с головой уходит в исследования и даже отказывается поступать в университет, объяснив это родителям тем, что его работа может дать больше знаний. Чарльз уезжает на несколько лет в Европу, где он познает тайные знания. Вернувшись, он начинает проводить ритуалы и приобретает коттедж Карвена. У него появляется бородатый ассистент по фамилии Аллен. Затем по Провиденс прокатывается волна вампиризма: некто нападает на горожан и пьет их кровь. 
Наконец, Виллет получает от Чарльза письмо, в котором тот просит встретиться, чтобы убить его коллегу-бородача Аллена, а труп растворить в кислоте. Однако, при встрече Чарльз повёл себя странно и сообщил, что у него просто разыгрались нервы, а Аллен уже уехал по делам. Отец Чарльза — Теодор Хоуленд Вард, решает поместить его в психиатрическую лечебницу, обеспокоенный переменами в сыне, у которого изменился даже почерк. Чарльз убеждает всех, что с ним все в порядке, но его анахроничное мышление и поведение заставляют власти признать его невменяемым. 
По мере того, как расследование Виллетта продолжается, он обнаруживает, что Чарльз смог воскресить Карвена при помощи праха и магических формул из дневника. Перехватив письма, адресованные Аллену в Провиденс, Вард-старший и Виллет обнаруживают, что они от друзей Карвена — колдунов Хатчинсона и Орна, благодаря алхимии, доживших до наших дней, и ныне живущих в Европе. Оказывается, колдуны нашли способ воскрешать тело умершего и истлевшего человека. Долгое время они добывали останки всяческих мудрецов, которых затем возвращали к жизни и допрашивали, надеясь вытянуть из них тайные знания. Именно это когда-то узнал Эзра Виден с товарищами, когда горожане убили Джозефа Карвена, а Орн и Хатчинсон сбежали в Европу. Сейчас Орн жил в Праге, а Хатчинсон в своем замке в Трансильвании. Чарльз посещал их во время своего путешествия по европейским странам, чтобы обучиться магии. 
Пока Карвен заперт, расследование Виллетта приводит его в коттедж Варда. В подвале доктор находит скрытый люк, ведущий в катакомбы, некогда тайно вырытые для Карвена и никем более не обнаруженные после его гибели, кроме Чарльза. Во время ужасающего путешествия по катакомбам доктор находит склад гробов, алтарь, лабораторию и глубокие колодцы, на дне которых находятся Пагубные существа (англ. Noxious things), словно слепленные из частей, не подходящих друг другу. Этих тварей создал Карвен для принесения в жертву неведомым богам, они сидели в колодцах уже полтора столетия, обходясь без еды. В другой комнате Виллет находит записи Карвена и узнает правду о его преступлениях, а также способ вернуть его в могилу. Оказывается Карвен был вовлечен в заговор с колдунами, которые пытались призвать существ из Иных миров, угрожающих будущему человечества. В следующей комнате хранилось множество кувшинов с порошком и прахом умерших людей. Прочитав заклинание с найденного Виллетом листка над одним из сосудов и из него повалил чёрно-зеленый дым и возникла чья-то фигура, после чего он потерял сознание. Очнулся Виллет уже наверху, в коттедже, но входа в подземелье не было, будто, его и не существовало, а на том месте была забетонированная поверхность. В кармане доктор нашёл записку на латыни, в которой неизвестный требовал уничтожить и растворить тело Карвена в кислоте. 
Виллет обнаруживает, что Карвен мог сойти за Чарльза, а после убить и заменить своего современного потомка. Найдя в коттедже накладную бороду, доктор догадывается, что Алленом всегда был Джозеф Карвен, которого воскресил Чарльз Вард. Карвен виновен в случаях вампиризма и, видимо, после воскрешения ему какое-то время была нужна кровь. Вилетт узнал из переписки Джозефа с колдунами, что он ещё в прошлом провёл магический ритуал, дабы в случае гибели, в будущем его потомок стал одержим идеей его воскрешения. Затем в доме семьи Вардов в Провиденс, Маринус находит спрятанный труп Чарльза и понимает, что Карвен из-за возникших между ними разногласий просто убил своего потомка-двойника, а после занял его место. Именно этим объяснялись появившиеся физиологические отличия и амнезия Варда, поскольку это был не он, а его восставший из мёртвых прапрапрадед. 
Виллет идет в больницу и разоблачает псевдо-Варда. Карвен пытается произнести какое-то заклинание, но Виллет произносит другую часть заклинания из его дневника, что уничтожает возвращенных к жизни мёртвых, после чего некромант рассыпается в голубовато-серую пыль. Маринус шлёт письмо Варду с указанием места, где похоронен его настоящий сын. Позднее, доктор узнаёт о гибели Хатчинсона и Орна, вероятно, это дело рук воскрешённого ими существа. 

## Герои

### Чарльз Вард
- Чарльз Декстер Вард (Charles Dexter Ward) — молодой человек, увлечённый стариной, проживающий в городе Провиденс в Род-Айленде. Чарльз Вард также увлечён древностью и историей Провиденс, наукой (в частности, химией) и сверхъестественными явлениями. Увлекался поисками своего предка Джозефа Карвена, которые привели к полному перерождению личности и безумию. Он был высоким, худощавым и светловолосым юношей, с серьёзными глазами, немного сутулился, одевался с легкой небрежностью и производил впечатление не очень привлекательного, неловкого, но вполне безобидного молодого человека. Велкам Поттер (Welcome Potter), прапрадед Варда, в 1785 году взял в жены некую Энн Тиллингест (Anna Tillinghast), дочь Карвена и миссис Элайзы Тиллингест, которая была дочерью капитана Джеймса Тиллингеста.

Некоторые детали этого персонажа, похоже, основаны на Уильяме Липпитте Мауране, который жил в доме Хэлси и, как Вард, и был «колесом в карете». Семья Мауран также владела фермерским домом в Потаксете, штат Род-Айленд. В его некоторых чертах характера можно заметить сходство с Лавкрафтом. С. Т. Джоши выделяет три черты натуры, которые похожи на Лавкрафта: любовь к странному и фантастичному; любовь к древнему и неизменному; любовь к истине и научной логике. Имя Вард созвучно с Страж (англ. Ward) и Бард (англ. Bard). Чарльза можно сравнить с такими известными персонажами «Мифов Ктулху», как Рэндольф Картер, Джервас Дадли и Этьена Руле. 

### Джозеф Карвен
- Джозеф Карвен (Joseph Curwen) — очень опытный колдун, оккультист, бежавший из Салема в Провиденс в 1692 году во время Салемского безумия. Предок Варда (пра-пра-пра-прадед), торговец, судоходный магнат, работорговец, родившийся в Денверсе, штат Массачусетс, в семи милях от Салема 18 февраля, 1662. Он умирает, по крайней мере, на время, в 1771 году в результате облавы на ферму в Потаксете группы жителей Провиденс (Эзра Видена, Авраама Уиппла, Джона и Моисея Брауна, Эсека Хопкинса, Джона Картера и других). При помощи магии, Карвен, после смерти сумел повлиять на Чарльза Варда и заставить его воскресить себя. Некоторое время он жил с Вардом под видом его коллеги, доктора Аллена (Dr. Allen). Позже, из-за возникших разногласий со своим потомком, Карвен убил Чарльза и, пользуясь необычным сходством с ним, занял его место. Тайна Карвена всё же была разгадана доктором Виллетом, который использовал его собственные заклинания против самого него же. Карвен использовал в письмах псевдоним Альмонсин-Метратон.

 Карвен занимался воскрешением мёртвых, в том числе и великих мыслителей человечества, для того чтобы воспользоваться их знаниями. В этом ему помогали двое некромантов и изгнанников Салема: Джедедайя Орн (Jedediah Orne) и Саймон Орн. Карвен узнавал информацию у воскрешенных . Возможно, Карвен сумел воззвать к сущности Йог-Сотота, который наделил его особыми способностями. Карвен ставил химические опыты на ферме в Потуксете (поблизости от Провиденс), в секретных катакомбах. Оттуда часто слышались крики, стоны и разговоры на разные голоса. В обычной жизни был успешным торговцем и одним из главных экспортёров колонии. Не гнушался и контрабандой (впрочем, в те времена это не считалось зазорным) и работорговлей (использовал рабов как подопытный материал). Карвен обладал характерной особенностью — он не старел со временем и в 100 лет выглядел на 30-35. Это, а характер его занятий внушали горожанам страх и ненависть. Карвен, однако, пытался завоевать положение в обществе, для чего жертвовал деньги на благотворительные цели и заключил выгодный брак с девушкой из благородной семьи, Элайзой Тиллингест. Позже у них родилась дочь Анна Тиллингест. 
Характер Карвена противоречив, в нём сочетаются различные черты. С одной стороны, это острый ум и образованность (о чём свидетельствует собрание книг в его библиотеке), хитрость и осторожность, позволяющие ему скрывать свои занятия от горожан, пренебрежение вопросами морали и нравственности. С другой стороны — стремление завоевать место в обществе, желание завести семью и продолжить свой род (однако лишь с той целью, чтобы в случае смерти быть воскрешённым своим потомком в будущем). После воскрешения Карвен задался целью открыть врата в наш мир для ужасных существ из «Иных миров». 

### Маринус Виллет
- Маринус Бикнелл Виллетт (Marinus Bicknell Willett) — лечащий врач семьи Вардов, от начала и до конца наблюдал за изменениями, происходящими с Чарльзом. Провёл собственное расследование, в результате которого узнал страшную правду об опытах молодого человека и о возрождённом предке, в уничтожении которого сыграл решающую роль. Доктор Виллет — по-видимому, человек, внушающий доверие. Именно ему Чарльз Вард, сторонившийся родителей, показывал бумаги и дневник Карвена, ему же написал отчаянное письмо с просьбой о помощи. В отличие от более ортодоксальных коллег, считал, что безумие Варда наступило гораздо позже установленного ими срока. Являясь практикующим врачом, Виллет в то же время допускал возможность существования сверхъестественных сил, доверял Варду и результатам его исследований. Несмотря на свой маленький рост, выглядит почти величественно. Мертвецы вызвали у него сильнейший шок. Виллет при уничтожении Карвена использовал его же магическую формулу Йог-Сотота.

«Энциклопедия Лавкрафта» проводит параллели между Виллетом и героем повести «Данвичский ужас» доктором Генри Армитеджом, который также использует сверхъестественные возможности для спасения человечества. Интересно, что и здесь впервые появляется Йог-Сотот. 

### Вард Старший
- Теодор Хоуленд Вард (Theodore Howland Ward) — отец Чарльза, который прошел весь нелёгкий путь вместе с доктором Вилеттом, чтобы помочь Чарльзу. Заботливый деловой человек, лишённый поначалу предрассудков и веры в сверхъестественное. Одобрил и поддержал Чарльза в покупке ужасающего портрета Джозефа Карвена в 3/4 натуральной величины. Портрет был установлен в Библиотеке Чарльза над камином. Когда поведение сына стало вызывать беспокойство, стал помогать доктору Виллетту в его расследовании. При этом доктору принадлежала главенствующая роль, так как отцовские чувства мешали Теодору быть объективным.

### Орн
- Саймон Орн (Simon Orne) — колдун из Салема, который использовал псевдоним Иозеф Надек (Josef Nadek), жил в Праге, ему больше 100 лет. Он же Джедедия из Салема, исчезнувший бесследно в 1771, после чего, через 30 лет, в он вернулся в город под видом своего сына Саймона Орна, который заявил права на наследство. Некоторые горожане узнали его. Орн пишет о воплощении трех опасных сущностей: Темное существо из Мемфиса, сущность в «Саркофаге Пяти Сфинксов» из Акрополя и ещё одно, чье имя он избегал употреблять.

### Хатчинсон
- Эдвард Хатчинсон (Edward Hutchinson) — колдун из Салема, который написал загадочный манускрипт, ему около 150 лет. Эдвард использовал в письмах псевдоним Б. Ф. или барон Ференци (Baron Ferenczy) и жил в Трансильвании в собственном замке. Эдвард упоминает, что он сумел воскресить некого человека, который пребывал в «Саркофаге Пяти Сфинксов» из Акрополя, назвав его: «Тот, Кого я вызвал».

### Второстепенные персонажи
- Эзра Виден (Ezra Weeden) — молодой человек, корабельный штурман, чья помолвка с Элайзой была сорвана Карвеном, из-за чего он ему мстил.
- Джон, Джозеф, Николас и Мозес Браун (Joseph Brown) — известные городские магнаты, из которых Джозеф был ученым-любителем. Уолтер Браун встречается в повести «Шепчущий во тьме».
- Бенджамин Уэст (Dr. Benjamin West) — доктор, чей труд о прохождении Венеры через меридиан снискал ему славу настоящего ученого. Персонаж по фамилии Уэст встречается в рассказе «Герберт Уэст — реаниматор».
- Джеймс Мэннинг (Rev. James Manning) — преподобный, ректор колледжа, переехал из Уоррена и поселился в новой школе на Городской улице, пока не был отстроен его дом на холме над Пресвитериан-лейн.
- Джеймс Мэтьюсон (Capt. James Mathewson) — капитан, чьи успехи выше всяких ожиданий.
- Авраам Уиппл (Capt. Abraham Whipple) — громогласный и грубоватый капитан. Илайхью Уиппл появляется в рассказе «Заброшенный дом».
- Стивен Хопкинс (Stephen Hopkins) — бывший губернатор, член Философского общества в Ньюпорте, чрезвычайно широко образованный человек.
- Джейбз Боуэн (Dr. Jabez Bowen) — старый доктор, известен образованностью, из первых рук владел информацией о странных заказах Карвена.
- Джозеф Уонтон (Joseph Wanton) — бывший губернатор, жил в Ньюпорте, перед началом активных действий.
- Уолтер Дуайт (Mr. Walter C. Dwight) — очень опытным художник, чья мастерская находится у подножия Колледж-Хилл, реставрировал портрет Карвена.
- Шиппен (Dr. Shippen) — доктор наук в историческом музее Пенсильвании, сообщил в письме о появлении в Филадельфии подозрительного субъекта, похожего на Карвена.
- Элеазар Смит (Eleazar Smith) — друг Эзры Видена, вел дневник о ночи нападения на ферму Карвена.
- Джон Картер (John Carter) — издатель местной «Газзет». Писатель Картер появляется в рассказе «Неименуемое».
- Рэндольф Картер (Randolph Carter) — сновидец, друг Виллета, один из самых известных персонажей Лавкрафта.
- Черный человек (Dark Man) — некая сущность, которая появляется на шабаше. Произнес у Высшего Сбора Вьен магические «Три магические слова» и узнал секреты мистика Сильвануса Коцидиуса. Также упоминается Черный принц.
- Сильванус Коцидиус (Sylvanus Cocidius) — колдун и мистик, что похоронен в склепе под римской стеной.
- Ибн-Шакабао (Ibn Schacabao) — автор книги «Liber-Damnatus», в которой написан ключ для заклинания призыва Йог-Сотота («Того, кто заглянет в Прошлое»). В рассказе «Праздник» Ибн Шакабао упоминается в отрыве из «Некрономикона».
- Альмонсин-Метратон (Almousin-Metraton) —  имя из работ алхимика Парацельса и книги «Unaussprechlichen Kulten». Орн называл его «Тот, кому мы служим» и обращался к Карвену, как «Брату по Альмонсин-Метратону».
- Барнабус, Бриджет С., Джонатан Э., Деливеренс В., Сьюзен П., Мехитейбл К. и Дебора В. (Barnabas, Bridget S., Jonathan A., Simon O., Deliverance W., Joseph C., Susan P., Mehitable C., and Deborah B) — колдуны и ведьмы в письме Орна.
- Дэниэл Грин (Daniel Green) — кузнец, чей правнук Аарон Хоппин служил суперкарго у Карвена.
- Джеймс Грин (James Green) — торговец из Чипсайда, на вывесках которого красовался слон.
- Расселл (Russel) — торговец с золотым орлом на вывеске.
- Кларк и Найтингейл (Clark and Nightingale) — торговцы с сковородкой и рыбой на вывеске.
- Феннеры (Fenners) — фермеры, соседи Карвена. Люк Феннер, сын, описал в дневнике зловещий вой и заклинания.
- Старый Чарльз Слокум (Old Charles Slocum) — фермер.
- Нафтали Филд (Naphthali Field) —  фермер. У его могилы был похоронен Карвен.
- Ханна (Hannah) — гувернантка в доме Вардов, с детства помогала воспитанию Чарльза, жена старого Эйзы (old Asa).
- Дворецкий (Butler) — родом из Йоркшира, уволился после того как заметил нечестивый взгляд Чарльза.
- Брава Тони Гомес (Brava Tony Gomes) — помощник Варда и Карвена, мулат.
- Барнабас (Barnabas) — помощник Орна.
- Ниг (Nig) — чёрный кот, жил у Вардов. Шипел во время ритуалов Чарльза. Имя кота напоминает имя кота Нигерман из рассказа «Крысы в стенах».
- Биддль (Mr. Biddle’s) — владелец верфи.
- Дарфи и Гедни (Durfee and Gedney) — судьи.
- Сноу (Snow) — дьякон в церкви Уайтфилда.
- Дуглас (Douglass) — директор театра.
- Болком, Хэтч, Сейл, Эпенетус Олни (Mr. Bolcom, Mr. Hatch, Mr. Sayles, Mr. Epenetus Olney) — владельцы таверн в Рентаме.
- Пек, Уэйт, Лиман (Drs. Peck, Waite, Lyman) — психиатры.
- Мистер Д. Б. (Mr. G. B.) — преподобный Джордж Берроуз.
- М., Б., В., Г. (M., B., V., G.) — инициалы колдунов в письмах: М. раздобыл саркофаг Пяти Сфинксов из Акрополя; старый В. узнал Путь; Б. поведал о Тьме под Мемфисом; Г. из Филадельфии раздобыл останки Б. Ф.
- Король Руназар (King of Runazar) — король страны Руназар из произведения лорда Дансени.

## Вдохновение
Лавкрафт писал в письмах, что работает над романом о вампире, который он долго откладывал. В августе 1925 года тетя Лавкрафта — Лиллиан, прислала ему анекдот о доме на Проспект-стрит 140, построенном в 1801 году полковником Томасом Ллойдом Холси в Провиденсе, штат Род-Айленд. Лавкрафт ответил: «Значит, в доме Холси живут привидения! Тьфу! Известно что Дикий Том Холси держал в подвале живых черепах, возможно, это их призраки. Во всяком случае, это великолепный старый особняк в великолепном старом городе!». Лавкрафт сделал этот дом, сменив адрес на Проспект-стрит 100, основой для семейного особняка Вардов. В следующем месяце, сентябре 1925 года, Лавкрафт прочитал «Провиденс в колониальные времена», написанную Гертрудой Селвин Кимбалл в 1912 году, где выделил понравившиеся ему анекдоты о Джоне Мерритте и докторе Чекли и включил в свой роман.
Возможной литературной моделью для написания «Случая Чарлза Декстера Варда» послужил роман Уолтера Джона Де Ла Мара «Возвращение» (1910), который Лавкрафт прочитал в середине 1926 года. Он описывает это в своем эссе «Сверхъестественный ужас в литературе» как сказку, в которой «мы видим, как душа мертвеца протягивается из могилы через два столетия и крепится на плоти живых». В романе Чарльза Брауна "Виланд, или Преображение" (1798) пенсильванский немец Карвин, охваченный религиозным фанатизмом, слышит "голоса" и приносит в жертву Богу свою жену, и детей, а его сестра Клара слышит потусторонние голоса. Негодяй-чревовещатель Карвин — типичный злодей типа Манфреда или Монтони. 
Тема потомка, который очень похож на своего далёкого предка, может исходить из романа Натаниэля Хоторна «Дом о семи фронтонах», который Лавкрафт назвал «величайшим вкладом Новой Англии в мистическую литературу». Другой предлагаемый литературный источник — рассказ М. Р. Джеймса «Граф Магнус», также упоминаемый в эссе «Сверхъестественный ужасе в литературе», где описано воскрешение зловещей фигуры XVII века. 

Зародыш вдохновения романа пришёл Лавкрафту из трудов Коттона Мэзера, где он встретил цитату Бореллия — известного французского врача и алхимика. Цитата ссылается к старым экспериментам алхимиков в воссоздании жизни после смерти, используя необходимые соли. Вся цитата (на самом деле перефразирована Мэзером) выглядит так:
«Главные Соки и Соли животных таким способом приготовляемые и сохраняемые быть могут, что Муж Знающий в силах будет собрать в доме своём весь Ноев Ковчег, вызвав к жизни из праха форму любого животного по желанию своему, подобным же методом из основных солей, содержащихся в человеческом прахе, философ сможет, не прибегая к запретной Некромантии, воссоздать тело любого усопшего из предков наших где бы сие тело погребено ни было». 

## Критика
Сам Лавкрафт был недоволен романом, назвав его «громоздким, скрипящим кусочком самосознательного антиквариата». 
Пишущий в «New York Times» рецензент Уильям Постер описал роман как «хорошую историю в колдовской традиции Новой Англии, хорошо приправленную алхимией, вампиризмом, древними документами и кражей мумий». Историк ужасов Ле Дэниелс назвал «Случай Чарльза Декстера Варда» «лучшим романом» Лавкрафта. Е. Ф. Блайлер отметил, что короткий роман, «несмотря на то, что он страшно утомительный и рутинный, имеет интересные концепции и хорошие моменты». Бэрд Серлз обнаружил, что «великие знания Лавкрафта об истории Новой Англии обеспечивают убедительную основу» для истории. Дуглас Робиллард заявил, что негативная оценка данная Лавкрафтом «Случай Чарлза Декстера Варда» была «слишком резкой; в действительности это одна из его лучших работ». 

## «Мифы Ктулху»
Лавкрафт обращается к теме колдовских практик и некромантии. Колдуны продолжают магические традиции предков, передавших им тайные знания. Они проводят спиритические сеансы и вызывают дух умерших. Эти ритуалы сопровождается затмением, громом, дрожью земли и голосом с небес. «Случай Чарльза Декстера Варда» содержит первое упоминание такой сущности «Мифов Ктулху», как Йог-Сотот, который неоднократно появляется как элемент заклинания. В этом романе наиболее подробно описаны заклинания из всех произведений Лавкрафта. 
Брайан Ламли подробно остановился на характере барона Ференци, упомянутом, но никогда не встречавшимся в «Случае Чарльза Декстера Варда», в его серии «Некроскоп», в частности, в Книге IV: «Речь Мёртвых», где Янос Ференци использует формулу Йог-Сотота, чтобы воскресить целыми тела из пепла и вернуть их в это состояние. 

Когда мать Декстера слышит пение: «ПЕР АДОНАИ ЭЛОХИМ, АДОНАИ ЙЕГОВЫ, АДОНАИ САВАОФА МЕТРАТОНА…» — это воспевание цитируется (наряду со многими другими заклинаниями в рассказе) из «Трансцендентальной Магии» Элифаса Леви, где это отрывок переводится так:
«Адонаи Элоим, Адонаи Иегова, Адонай Сабаот, Метратон Об Агла Адонаи Матоне, пифоническое слово, тайна саламандры, собрание сильфов, грот гномов, демоны небес Гада, Альмусин, Гибор, Иегосуа, Эвам, Зариатнатмик, Давай, Давай, Давай!». 
Заклинание включает имена божеств: Адонай, Элоим и Иегова, и ссылается на Саламандру, Сильфов и Гномов, которые являются алхимическими представителями Огня, Воздуха и Земли, — соответственно, как описано алхимиком Парацельсом. «Тайны саламандры» упоминаются в других рассказах. Образ студента, изучающего оккультные книги часто появляется в произведениях Лавкрафта и его последователей. 

## Темы

### Вампир
В XIX веке в готической литературе стал более популярным образ вампира — что связано с широким распространением в обществе и фольклоре случаев преследования людей, обвиняемых в вампиризме. В XVIII— XIX веке в Новой Англии (в штатах Род-Айленд, Коннектикут и Вермонт) произошли события известные как Вампирская паника. Лавкрафт описывает охоту на ведьм как случай массового психоза. В романе упоминаются названия Клаусенбург в Трансильвании и Рагуза, которые являются главными локациями в романе Брема Стокера «Дракула».
В романе описаны классические черты вампира из мифологии: чудовище с горящими глазами, нападающее на людей ночью; он вонзает зубы в шею или руку, и жадно пьет их кровь; а также упоминается полузверь, звериный вой, гигантская тень, гипноз, одушевлённый портрет. Однако, у Лавкрафта всегда есть отличия. Карвен материализуется как дух, а вернув свои останки вновь воплощается при помощи заклинания. Лавкрафт, в присущей ему манере, передаёт психологическое состояние человека, восставшего из мёртвых, чей возраст достигает двух веков. Карвен вновь изучает изменившийся мир, а его анамнез подкрепляется медицинскими терминами, — подобный приёму в рассказе «Герберт Уэст — реаниматор». 
Вард против своей воли искал могилу предка — это похоже на одержимость. В финале открывается ужасная правда об одном из представителей семьи Вардов — этот мотив часто повторяется в произведениях Лавкрафта. Виллет говорит, что тень захватила разум Варда — как в рассказах: «Страшный старик», «За стеной сна», «Показания Рэндольфа Картера», «Гипнос», «Загадочный дом на туманном утёсе». 

### Запретные знания
Чарльз читает заклинания на нечеловеческом языке Акло — он использовался многими авторами с момента его первого упоминания в 1899 году в рассказе «Белые люди» Артура Мэкена. Акло упоминается в рассказах «Ужас Данвича» и «Обитающий во Тьме». Виллет использует имя Йог-Сотота как элемент могущественного заклинания, совершая круговые движения указательными пальцами обеих рук. В дневнике Карвена описана парная формула Йог-Сотота, состоящая из двух столбцов: «Голова дракона» и «Хвост дракона». В этом романе Лавкрафт впервые описывает инопланетный язык Акло и заклинание «Парной формулы Йог-Сотота»: это заклинание относится к некромантии и силам существ Извне. Карвен владел копией «Некрономикона» (замаскированной под книгу «Закон Ислама»), переведённой на греческий язык. Орн упоминает «Седьмое издание Некрономикона». 
Колдуны издревле получали знания о магии и космосе от Древних, а Карвен нашел способ их изучить — расспрашивая мертвецов. Сообщники Карвена расхищали могилы колдунов, в поисках магических реликвий; они покупали и вели торговлю за трупы, и мумии, которые нужны им для производства субстанций «Живые соли» (англ. Essential salts) и «Несовершенные соли» (англ. Imperfect salts) — эти порошки голубовато-серого и светло-розового при произнесении заклинаний источают дым, что обретает форму умершего человека или мертвеца. Карвен создал каталог, с более чем 118 останками колдунов, в том числе оказался Чарльз Вард. 
Мифология Древнего Египта часто служит фоном для «Лавкрафтовских ужасов», а также её использовал Эдгар По, последователем которого является сам Лавкрафт. Египтяне считали, что люди слышат голоса духов с небес или демонов из под земли. Убийство невидимого гигантского существа вызывает голос с небес: «низкий и музыкальный, сильный, словно звуки органа, но зловещий, как тайные книги арабов». Карвен скупал артефакты и мумии из Египта. Форма обращения «Тот, кто придёт позже» встречается в литературе Древнего Египта. В романе упоминаются древнегреческие называния, лекитос, Тартар и Подземный мир. 

### Угроза для человечества
Чарльз изучал оккультные книги, некромантию, древние фолианты и знания Древних о «Внешних сферах» в космосе. Карвен изображает пентаграммы и магические формулы, используя различные варианты их произношения, подражая речи инопланетян. Он хотел призвать существ Извне, которые уничтожат человечество, от этого зависит судьба Солнечной системы, и всего мироздания. Знатокам магии известно о существах из «Иных сфер», но даже для них эти знания запретные. Орн упоминает легионы «Существ из Бездны», «Тех, кто обитает вне нашего мира» и «Тех, кто обитает в Иных сферах». В подземелье Карвена изображены нежить и иные неведомые чудовища. 
В романе описываются широко распространённые в мифологии Европы легенды о колдунах, которые вызывают на шабаше чудовищных существ из Иных миров. На груди Карвена изображён «Ведьмин Знак», который колдуны получают от Дьявола; он говорит, что «Сорок ведьм и Чёрный Человек устраивают шабаш в лесу за домом Хатчинсона» и что «Дьявол отметил своим Знаком сектантов». 

### Существа
В романе описаны мертвецы, духи, вампиры и другие существа. Карвен называет мертвецов «Проклятые твари» (англ. Damned things) — это ранний образ мертвецов в готической литературе. Стражи (англ. Guards) — мертвецы без личности, которые не были воссозданы в своём первоначальном виде. Виллет видит на дне колодца «Пагубных существ» (англ. Noxious things), сплетённых из разных частей тела. Карвен допрашивал французского пленного о побоище учинённом Чёрным Принцем в Лиможе из-за «Знака Козла», изображённого на алтаре в древнеримской гробнице, и про «Три магических слова», что изрёк Чёрный человек в пещере, в горах Вьен — это заклинания некромантии, вероятно, связанное с Ньярлатхотепом. Орн предупреждает об опасности вызова духа другого колдуна, владеющего магией, потому что могилы часто переносят и легко ошибиться. В финале дух колдуна убивает Орна и оставляет «записку призрака» с требованием растворить тело Карвена в кислоте, поскольку некроманты никогда полностью не умирают, и позже могут воскреснуть вновь. 

### Страна снов
Роман содержит отсылки к Стране снов: Волшебные благовония, вызывающие видения о странных горах, Сфинксах и Гиппогрифах. Виллет упоминает «Знак Кота», который Рэндольф Картер увидел над входом в Чёрную башню (в Стране снов). В повести «Сомнамбулический поиск неведомого Кадата» Картер говорит, что сновидцы могут попасть в далёкое прошлое и прочесть там «Пнакотические манускрипты», а затем перенести по памяти их содержание в наш мир — возможно, подобным трудом был зашифрованный «Манускрипт Хатчинсона». 

## Авторы
- Парацельс
- Агрикола
- Гельмонт
- Сильвиус
- Глаубер
- Бойль
- Бургаве
- Бехер
- Шталь
- Гермес Трисмегист
- Джабир ибн Хайян (Гебер) — Liber Investigationis[33]
- Артефий — Ключ мудрости (англ. Key of Wisdom)
- Альберт Великий
- Раймунд Луллий — Ars Magna et Ultima
- Роджер Бэкон — Thesaurus Chemicus
- Фладд — Clavis Alchimiae
- Тритемий — De Lapide Philosophico
- Заристнатмик — сын Божий.

## Запретные Книги
- «Некрономикон»
- «Turba Philosophorum»
- «Книга Зохар»
- «Саваоф»
- «Книга Иова»
- «Закон Ислама»
- «Liber-Damnatus» Ибн Шакабао — IX псалом содержит ключ к заклинанию Йог-Сотота.

## «Страна Лавкрафта»
Лавкрафт передаёт свои ностальгические настроения по своему любимому городу Провиденс на протяжении всего романа. Лавкрафт наиболее полно описывает родной города, чем какой либо ещё. Провиденс ранее описывается в рассказах «Из глубин мироздания» и «Заброшенный дом».  
За железной оградой прятался двор церкви Святого Иоанна и полуразвалившийся постоялый двор гостиницы «Золотой шар», где когда-то останавливался Вашингтон. Стоя на Митинг-Стрит (бывшей Гаол Лайн, потом Кинг-Стрит) он смотрел вверх на восток и видел построенную для облегчения подъема, изгибающуюся пологой аркой лестницу, в которую переходило шоссе. Внизу, на западе, находится старое кирпичное здание школы, напротив которого, через дорогу, до революции, висела старинная вывеска с изображением головы Шекспира, на доме, где печаталась «Провиденс Газетт» и «Кантри Джорнал». Потом шла изысканная Первая Баптистская церковь постройки 1775 года, особую красоту которой придавали несравненная колокольня, созданная Гиббсом, Георгианская кровля и купола. К югу состояние улиц заметно улучшалось, появлялись группы небольших особнячков; но тут все еще оставались давным-давно протоптанные тропинки, что вели по крутому склону вниз на запад; здесь тесно скученные дома с архаическими остроконечными крышами казались привидениями. Остовы их находились на разных стадиях живописного пестрого распада. Эти дома, извилистая набережная и старый порт, казалось, еще помнят славную эпоху колонизации, — порок, богатство и нищету; где были полусгнившие верфи, мутноглазые старинные корабельные фонари, улочки носящие многозначительные названия Добыча, Слиток, Золотой переулок, Серебряный тупик. Монетный проезд. Дублон, Соверен, Гульден, Доллар, Грош и Цент.  
Провиденс имеет сотни характерных деталей, которые не встречаются в других городах, что описывает Лавкрафт. 
Вард спускался в этот водоворот покосившихся и готовых рухнуть домишек, сломанных шпангоутов, угрожающе скрипящих ступеней, шатающихся перил, сверкающих чернотой лиц и неведомых запахов; он проходил от Саут-Мейн до Саут-Вотер, забредая в доки, где, вплотную соприкасаясь бортами старые пароходы, и возвращался северной дорогой вдоль берега, мимо построенных в 1816 году складов с крутыми крышами, и сквера у Большого Моста, на старых пролетах которого возвышается все еще крепкое здание городского рынка. В этом сквере он останавливался, впивая в себя опьяняющую красоту старого города, возвышающегося на востоке в смутной дымке тумана, прорезываемого шпилями колониальных времен и увенчанного массивным куполом новой церкви Крисчен Сайенс, как Лондон увенчан куполом храма Святого Павла. К северо-западу находится нижний уступ холма, — Стемперс-Хилл с его гетто и негритянским кварталом, расположенным вокруг станции, откуда до революции отправлялись почтовые кареты до Бостона. Далее идет часть города, царство красоты и изящества, на Джордж-Стрит, Бенсволент, Повер и Вильямс-Стрит, где зеленые склоны хранят в первозданном виде роскошные особняки и обнесённые стеной сады, а наверх ведет крутая, затененная густой зеленью дорога, с которой связано много приятных воспоминаний.  
В романе упоминаются здания: школа Мозеса Брауна на Бенефит-Стрит, городской архив, мэрия, публичная библиотека, Атенеум, Историческое общество, библиотека Джона Картера Брауна и Джона Хэя, университет Брауна, библиотека Шепли. 
В романе упоминаются локации: Провиденс, Салем, Пенсильвания, Ньюпорт, Род-Айленд, Бостон, Филадельфия, Коннектикут, Дэнверс, Бруклин, Дедхем, Рентем, Эттлборо, Ненквит-пойнт, Ривер-поинт, Англия, Эссекс, Йоркшир, Саксония, Голландия, Франция, Испания, Барселона, Португалия, Прага, Венгрия, Румыния, Трансильвания, Рагуза, Мартиника, Гвинея, Индия, Суринам. 
В романе упоминает исторические места: Мемфис, Иерусалим, храм Соломона, царский престол, прославленные башни и холмы, Сад Гефсиманский и Крест на горе Голгофе, Стоунхенж, римские крепости на Британских островах: Каерлеон, Хексэм и башни стены Адриана. 

## Связь с другими произведениями
Некромантия и ритуал воскрешения описан в предыдущих произведениях: «Склеп», «Герберт Уэст — реаниматор», «Пёс», «Праздник», «Ужас в Ред Хуке», «Зов Ктулху», «Грёзы в ведьмовском доме», «Тварь на пороге». 
Слухи о вампирах ранее встречаются в рассказах: «Затаившийся страх», «Крысы в стенах», «Неименуемое», «Праздник», «Заброшенный дом», «Ужас в Ред Хуке», «Зов Ктулху». 
В рассказе «Из глубин мироздания» ученый Кроуфорд Тиллингаст из Провиденс вызывает пришельцев из Иного измерения, которых люди видеть не способны. 
В рассказе «Зов Ктулху» упоминается гигантская невидимая тварь со светящимися глазами, а также Ктулху, Р’льех, Атлантида, Лемурия, Ирем, Вавилон. 
В рассказе «Ужас Данвича» описаны ритуалы, что колдуны проводили на Сторожевом холме, чьё название напоминает Стражей, а также упоминается Йог-Сотот. 
В рассказе «Склеп» герой говорит с мертвыми и становится одержим духом предка, который был внешне в точности похож на него. 
В рассказе «Герберт Уэст — реаниматор» учёный воскрешал мертвецов и создавал монстров из частей разных трупов. 
В 1762 году в Провиденс свирепствовал вампир — об этом говорится в рассказе «Заброшенный дом», где упоминаются семьи Декстер и Уиппл, Руле из Франции. 
В рассказе «Заброшенный дом» вампир убивал жителей в Провиденс и издавал свирепый вой, и подробно описаны семьи Декстер и Уиппл.
В рассказе «Показания Рэндольфа Картера» два мистика отыскали могилу колдуна и попали под действие чар некой сущности. 
В рассказе «Неименуемое» упоминаются случаи вампиризма, когда жители сожгли труп, чтобы прекратить хождение мертвеца. 
В рассказе «Модель для Пикмана» говорится, что колдуны покупали золото и реагенты, которые им привозили моряки из Восточных стран. 
В рассказе «Изгой» в похожей манере описан мучения мертвецов, а также упоминается Мемфис и гробница Нефрен-Ка. 
Карвен говорит про культ в рыбацкой деревне, что может косвенно относится к событиям в рассказах «Праздник» и «Зов Ктулху». 
На ферме Карвена появляется столб света уходящий в небо, а при пожаре на ферме в небо ускользает красный дым — это похоже на явление в рассказе «Цвет из иных миров». 
Мотив нечеловеческой сущности скрывающейся за маской встречается в рассказах «Из глубин мироздания» и «Праздник», а также повести «Шепчущий во тьме». 
Горожане планируют вооруженные действия — этот приём встречается в рассказах: «Полярная звезда», «Страшный старик», «Улица», «Ужас Данвича» и повести «Сомнамбулический поиск неведомого Кадата». 
Колдуны из Голландии и Саксонии упоминаются в рассказах: «Склеп», «Картина в доме», «Герберт Уэст — реаниматор», «Пёс», «Ужас Данвича», «Грёзы в ведьмовском доме», «Тварь на пороге». 
В повести «Сомнамбулический поиск неведомого Кадата» описан «Знак Кота» на Чёрной башне, что соединяет «Верхний мир» и «Нижний мир». Там находятся лабиринты подземного царства — Виллет упоминает это название. 
Загробный мир упоминается в произведениях: «Безымянный город», «Показания Рэндольфа Картера», «Изгой», «Затаившийся страх», «Крысы в стенах», «Праздник», «Неименуемое», «Безымянный город», «Музыка Эриха Цанна», «Он», «Модель для Пикмана». 
Сверхъестественная гроза упоминается в рассказах: «Склеп», «Картина в доме», «Затаившийся страх», «Ужас Данвича». 

## Экранизации
- «Заколдованный замок» — фильм 1963 года режиссёра Роджера Кормана с Винсентом Прайсом и Деброй Пейджет в главных ролях. Несмотря на то что фильм является экранизацией «Случая Чарльза Декстера Варда», в титрах написано, что картина снята по мотивам произведения Эдгара Аллана По. Согласно интервью режиссёра, это было сделано, по требованию продюсеров, так как По был в то время намного известнее, чем Лавкрафт[34].
- «Воскресший» — фильм 1992 года, режиссёра Дэн О’Бэннон, с Крисом Сарандоном, Джоном Терри и Джейн Сиббетт в главных ролях, снятый на основе произведения[35].
- Расследования Лавкрафта — 1-й сезон подкаста BBC Radio 4, вышедший в 2019 году.

## Музыка
- В 1980 году «Ливерпульский театр научной фантастики Кена Кэмпбелла» поставил оперу по роману, на музыку Камиллы Сондерс[36].

## Компьютерные игры
Студия «Specialbit» выпустила игру в жанре hidden object под названием «Haunted Hotel: Charles Dexter Ward». Игрок управляет сестрой Чарльза Варда, которая пытается предотвратить его предстоящее превращение в Джозефа Карвена
«Necronomicon: The Dawning of Darkness» — видеоигра, выпущенная «DreamCatcher Interactive Inc.» в 2000 году. Это довольно вольная адаптация произведения Лавкрафта. 